# Першерон

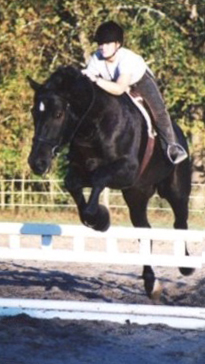
Першерон под седлом.

Першеро́н или Першеро́нская — тяжеловозная скороспелая порода лошадей.
Порода выведена в начале XVII века, в местности Перш, на северо-западе Французского королевства.

## История
Выведена во Французском королевстве в начале XVII века путём скрещивания восточных, главным образом, арабских жеребцов с местной упряжной породой тяжёлого западного типа. В Россию першеронов стали ввозить в XIX веке.
Першероны получили название от изобилующей роскошными пастбищами области их воспитания Перш (Perche), расположенной к югу от устьев реки Сены, они представляют нечистокровную норийскую лошадь, содержа очень изменчивую примесь восточной крови; прибегнуть к такому скрещиванию заставила нужда в сильных и быстрых лошадях, необходимых для почтовой гоньбы и омнибусов. В области Перш разводились и неметизированные тяжеловозы, а также масса привозных крупных лошадей серой и вороной масти, скупаемых по всей Франции. Благодаря одинаковой масти, роскошному корму и однообразному способу воспитания все эти лошади очень схожи друг с другом, но всё-таки совокупность першеронов есть продукт местных условий, а не обдуманного, целесообразного разведения. Эта порода просто сильная, рослая, пригодная для работы шагом и умеренной рыси — словом, нечто среднее между настоящей тяжеловозной и сельскохозяйственной. Во Франции их различают по росту: крупный, средний и мелкий першерон. Самый распространенный — средний.
В конце XIX столетия, в Российской империи, на конных заводах, для производства чистокровных лошадей, имелось жеребцов (лошадей) породы першерон на:
- Государственных:
  - Хреновском — три;
  - Деркульском, в 1860-х годах.
- Частных, по переписи 1888 года:
  - братьев Кроненберг;
  - графов Браницких;
  - и других[3].

М. Н. Дохтуров при управлении государственным коннозаводством энергично проводил идею улучшения качества русских скаковых лошадей приобрёл во Франции партию жеребцов першеронской породы.
В 1941 году в Союзе ССР был Государственный племенной коневодческий рассадник по породе Першерон, размещался он станции Таловая, Воронежской области. В Советском Союзе в животноводстве (коневодстве) першероны были установлены по породе как пригодные в качестве метизирующих.
В России лошади Першеронской породы выращиваются только в Ульяновской области на Октябрьском конном заводе. В данный момент[когда?] ситуация завода и всех его обитателей плачевная: за долги лошадей продают другому заводу.

## Характеристики
Порода просто сильная, рослая, пригодная для работы шагом и умеренной рысью, нечто среднее между настоящей тяжеловозной и сельскохозяйственной лошадью.
Высота в холке до 175 сантиметров (три — пять вершков), типичная масть — серая, но встречается и вороная. Предназначены для работ, требующих особой силы и выносливости, также очень широко применимы для конных прогулок из-за особенно мягкого хода.

## Использование
Использовались при выведении белорусской упряжной породы. Также племенное значение имеют в Америке, где ими метизировали мелкую местную лошадь для получения каретной и сельскохозяйственной.